# 2MASS J16401059+0037213
2MASS J16401059+0037213 ist ein Brauner Zwerg im Sternbild Schlangenträger. Er wurde 2002 von Donald P. Schneider et al. entdeckt. Er gehört der Spektralklasse L0 an.